# Spirit of St. Louis (film)
Spirit of St. Louis (engelska: The Spirit of St. Louis) är en amerikansk dramafilm från 1957 om flygaren Charles Lindbergh med James Stewart i huvudrollen. Filmen regisserades av Billy Wilder. Förlaga är Lindberghs självbiografi med samma titel, utgiven 1953.

## Handling
Filmen är en biografi över flygaren Charles Lindbergh och följer Lindberg genom hans tidigare år inom flyget till hans soloflygning över Atlanten, som filmen huvudsakligen handlar om.

## Rollista i urval
- James Stewart - Charles Lindbergh
- Murray Hamilton - Bud Gurney
- Patricia Smith - Mirror Girl
- Bartlett Robinson - Benjamin Frank Mahoney, chef på Ryan Airlines Co.
- Marc Connelly - fader Hussman
- Arthur Space - Donald Hall, chefsingenjör på Ryan Airlines
- Charles Watts - O.W. Schultz, försäljare på Atlas Suspender Co.

## Mottagande
Filmen var en besvikelse både hos publiken och hos kritikerna, men den fick en Oscarnominering för bästa specialeffekter och James Stewart (som flög bombplan under andra världskriget) ansågs porträttera Lindbergh väldigt kompetent.